# Hieracium beebyanum
Hieracium beebyanum es una especie de planta con flor del género Hieracium, de la familia Asteraceae, orden Asterales.

## Distribución
Hieracium beebyanum se distribuye por Escocia, Hébridas, Irlanda e Irlanda del Norte.

## Taxonomía
Fue descrita científicamente por Pugsl. Fue publicada en J. Bot. 79: 181 (1942).